# 肯尼·沃爾默
肯尼·沃爾默（英語：Kenny Wormald）是一位美國演員。他也經常出演電視真人秀節目。沃爾默出生在波士頓。

## 外部連結
- 肯尼·沃爾默在互联网电影资料库（IMDb）上的資料（英文）
- TCM电影资料库上肯尼·沃爾默的资料（英文）
- 在AllMovie上肯尼·沃爾默的頁面（英文）